# Contea di Qingxu
La contea di Qingxu (清徐县S, Qīngxú XiànP) è una contea della Cina, situata nella provincia dello Shanxi e amministrata dalla prefettura di Taiyuan.